# Kościół św. Floriana w Chodzieży

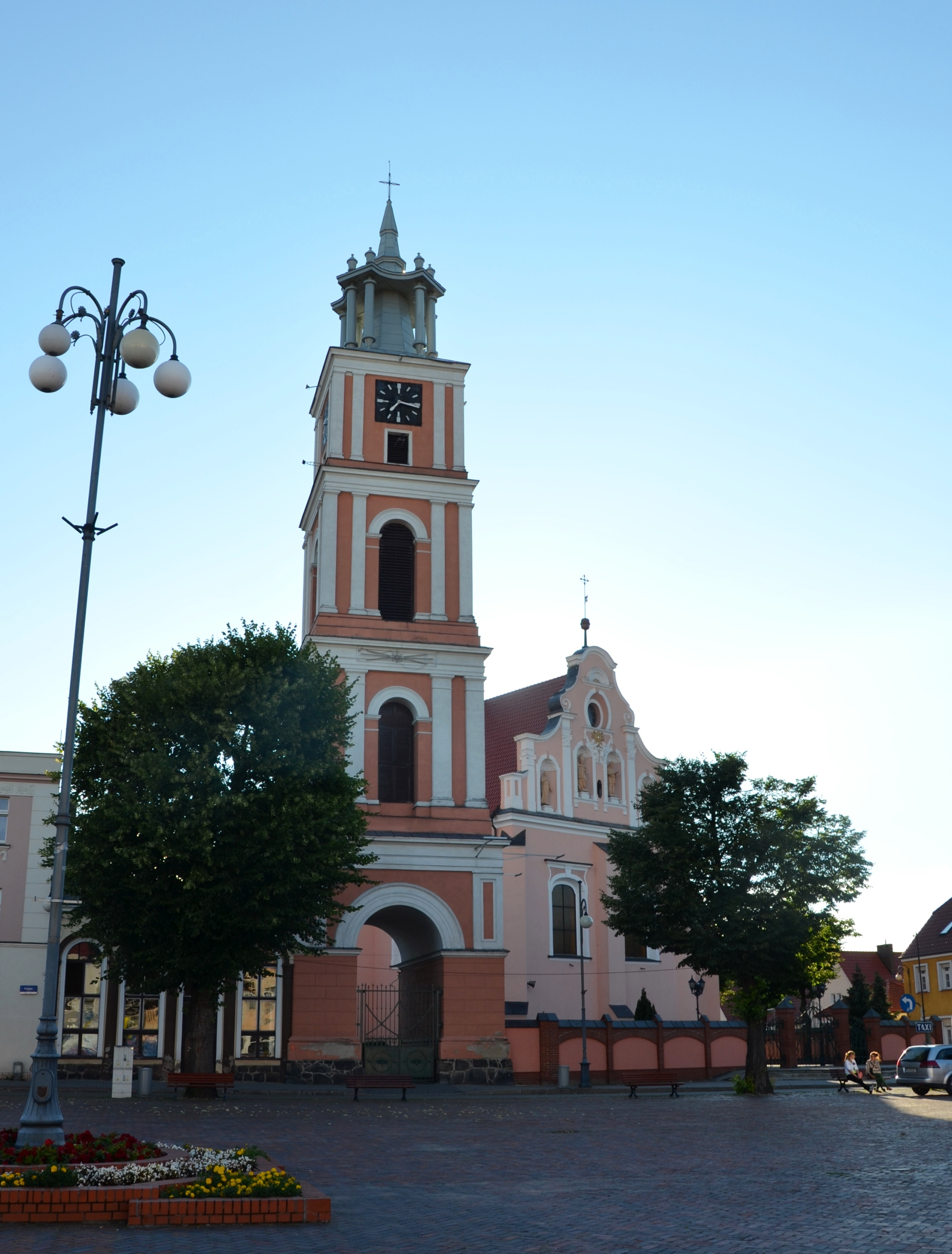
Widok na kościół i dzwonnicę

Kościół pw. św. Floriana w Chodzieży pochodzi z roku 1755, jest zbudowany w stylu późnobarokowym z zachowaniem murów gotyckich.

## Historia
Początki kościoła sięgają prawdopodobnie XIII wieku. W drugiej połowie XVI wieku znajdował się w rękach protestantów. Zniszczony pożarem w 1754 r. został odbudowany staraniem Karola Grudzińskiego herbu Grzymała, kasztelana gnieźnieńskiego. Konsekrowany 11 października 1801 r.

## Architektura i wystrój
Zewnętrzne ściany są oskarpowane. Późnobarokowe szczyty: wschodni i zachodni zostały rozczłonkowane pilastrami. Pomiędzy pilastrami w niszach konchowych umieszczono drewniane rzeźby świętych. Na szczycie wschodnim znajduje się stiukowe przedstawienie aniołów z monstrancją.
Przy północno-zachodnim narożniku usytuowana jest wieżyczka, w której znajdują się schody prowadzące na chór i poddasze. W 1906 r. odbudowano od zachodu obszerną kruchtę. Kościół jest budynkiem orientowanym z dwuprzęsłowym prezbiterium zamkniętym prostą ścianą. Nawa jest czteroprzęsłowa; do wschodniego jej przęsła przylegają kaplice tworząc rodzaj transeptu. Prezbiterium i nawa są pokryte sklepieniem kolebkowo-krzyżowym. Do prezbiterium od strony północnej przylega zakrystia o sklepieniu kolebkowym. Nad nią jest kaplica św. Antoniego otwierająca się do prezbiterium dwiema arkadami, dostępna schodami z kaplicy Świętej Trójcy.
Ołtarz główny pochodzi z XVIII w. W polu głównym znajduje się nowszy obraz z przedstawieniami Matki Bożej, św. Floriana i św. Mikołaja, a w zwieńczeniu obraz Matki Bożej z Dzieciątkiem z II poł. XVII w. Kaplice otwarte są do nawy arkadami o łukach koszowych. Ponad łukami arkad znajduje się bogata dekoracja stiukowa w 1755 r. z postaciami Chronosa i anioła oraz z tablicami herbowymi odnoszącymi się do rodzin chowanych pod kościołem i kaplicami. W kaplicach znajdują się drewniane ołtarze wykonane w II poł. XVIII w. Nadstawy ołtarzy w obramieniach rokokowych wolut zostały przyozdobione rzeźbami świętych.
Zwieńczenia ujmują dekoracyjnymi ramami okna z witrażami z początku XX w. Chór muzyczny trójarkadowy posiada na balustradzie dekorację stiukową o motywach rokokowych oraz panoplia z herbami Grzymała Grudzińskich i Poraj Świnarskich. Na ścianie północnej umieszczono epitafium biskupa Józefa Cybichowskiego, proboszcza chodzieskiego w latach 1860–1866, z rzeźbą wykonaną przez Wawrzyńca Kaima ok. 1933 r.

## Cudowny obraz
Obraz Trójcy Świętej w jednym z bocznych ołtarzy pochodzi z nieistniejącego kościoła o tymże wezwaniu, który spłonął wraz z częścią miasta w 1798 roku. Świątynia spłonęła doszczętnie. Ocalał tylko wspomniany obraz, przez co uznano go za cudowny. Jeszcze w XX w. odbywały się pielgrzymki do obrazu, lecz obecnie kult ten zanika.

## Organy
Instrument został wybudowany przez Bronisława Cepkę z Popowa koło Wronek w 1958 roku i posiada 25 głosów realnych o charakterze modernistycznym/neobarokowym. Niestety obecnie nie jest używany z powodu licznych awarii. Prospekt bezstylowy z cokołami neobarokowymi. Dyspozycja:
| Manuał I           | Manuał II            | Pedał               |
| ------------------ | -------------------- | ------------------- |
| 1. Quintat 16'     | 1. Pr. skrzypcowy 8' | 1. Subbas 16'       |
| 2. Princypał 8'    | 2. Gamba 8'          | 2. Quintbas 10 2/3' |
| 3. Salicjonał 8'   | 3. Fl. kryty 8'      | 3. Princypałbas 8'  |
| 4. Fl. rurkowy 8'  | 4. Prestand 4'       | 4. Chorałbas 4'     |
| 5. Oktawa 4'       | 5. Róg 4'            | 5. Mixture 3-ch.    |
| 6. Fl. koniczny 4' | 6. Quinta 2 2/3'     | 6. Puzon 16'        |
| 7. Supperoktawa 2' | 7. Tercja 1 3/5'     |                     |
| 8. Mixture 4-5     | 8. fl leśny 2'       |                     |
| 9. Obój 8'         | 9. Cimbal 3ch.       |                     |
|                    | 10. Krzywy róg 8'    |                     |

## Dzwony i dzwonnica
Klasycystyczna wysoka dzwonnica zwieńczona dekoracyjnym hełmem z koroną, jest jednym z dominujących elementów krajobrazu Chodzieży. Wiszą w niej dwa dzwony. Jeden zabytkowy, pochodzący ze zburzonego po II wojnie światowej kościoła ewangelickiego odlany w 1798 r., drugi został odlany w 1956 roku z fundacji parafian i proboszcza ks. dr. T. Malepszego, którego nazwisko zostało odlane błędnie jako „Małolepszy”. Trzeci dzwon, XVIII- wieczna sygnaturka jest umiejscowiona w fasadzie kościoła od strony rynku.

## Kolegiata
4 maja 2009 arcybiskup Henryk Muszyński ustanowił przy kościele św. Floriana kapitułę kolegiacką.